# Machine Gun Corps
Machine Gun Corps (Kulsprutekåren) var ett brittisk truppslag som var verksamt under första världskriget. Kulsprutekåren var det första brittiska truppslag som använde stridsvagnar och räknas som en föregångare till de brittiska pansartrupperna.

## Bakgrund

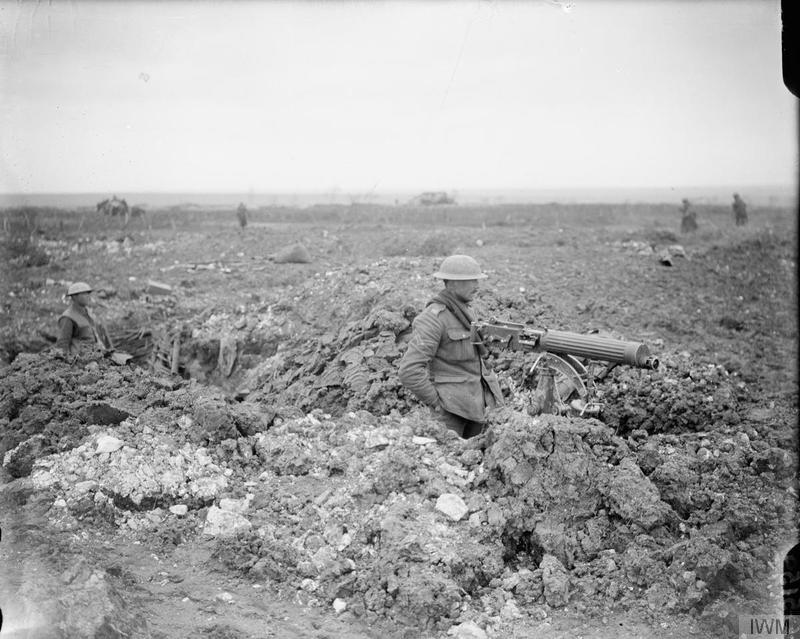
Korpral från kulsprutekåren i erövrade tyska ställningar 1917.

Vid första världskrigets utbrott hade varje brittisk infanteribataljon en kulsprutegrupp om två kulsprutor. På hösten 1914 började artilleriet organisera  Motor Machine Gun Service (MMGS) vilket var kulsprutor transporterade på motorcyklar. 1915 ökades antalet kulsprutor till fyra per infanteribataljon. På hösten 1915 infördes kulsprutegevär som understödsvapen på bataljonsnivå, medan kulsprutorna sammandrogs i ett kulsprutekompani per brigad. För att säkerställa personalförsörjning och utbildning för kulspruteserviserna bildades vid denna tid ett nytt truppslag, kulsprutekåren, bestående av MMGS och infanteriets kulspruteförband.

## Organisation
Kulsprutekåren bestod av fyra grenar, Infantry, Cavalry, Motor, Heavy. Depå och utbildningscentrum fanns i Belton Park, Grantham. Basdepån fanns i Camiers, Frankrike.
- Infanterigrenen organiserades som tre brigadkulsprutekompanier per division. 1917 tillkom ytterligare ett kompani per division och 1918 sammanfördes de fyra kompanierna till en divisionskulsprutebataljon.[4]
- Kavallerigrenen organiserades som en kulspruteskvadron per kavalleribrigad.[7]
- Motorgrenen använde motoriserade transportmedel, förutom motorcyklar även personbilar (inklusive T-Ford och Rolls-Royce).[8]
- Tunga grenen bildades 1916 och organiserade besättningarna på de första stridsvagnarna. 1917 bröts denna gren ut för att bilda ett eget truppslag, Tank Corps.[9]

## Nedläggning
Kulsprutekåren lades ned 1922 av besparingsskäl.